# Rachel Barton Pine

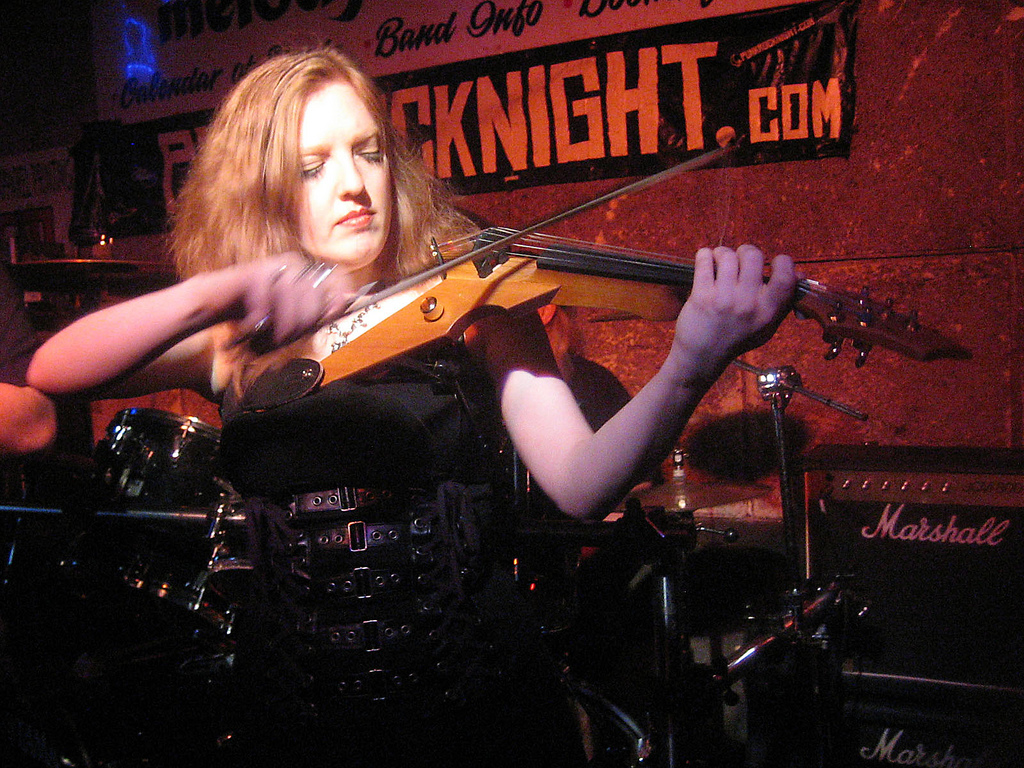
Rachel Barton Pine

Rachel Barton Pine (* 11. Oktober 1974 in Chicago) ist eine US-amerikanische Geigerin.

## Leben und Wirken
Barton hatte den ersten Violinunterricht im Alter von drei Jahren und debütierte siebenjährig mit dem Chicago String Ensemble. Ihre ersten Auftritte mit dem Chicago Symphony Orchestra im Alter von zehn und von fünfzehn Jahren wurden im Rundfunk übertragen. Ihre ersten Lehrer waren Roland und Almita Vamos; später studierte sie u. a. bei Ruben Gonzalez, Werner Scholz, Elmira Darvarova und verschiedenen Experten für Alte Musik.
Als Solistin trat Barton Pine mit führenden Sinfonieorchestern der USA, Europas und Israels, Neuseelands und unter der Leitung von Dirigenten wie Charles Dutoit, John Nelson, Zubin Mehta, Erich Leinsdorf, Neeme Järvi, Marin Alsop, Plácido Domingo und Semyon Bychkov auf. Zu ihren musikalischen Partnern zählten u. a. Daniel Barenboim, Christoph Eschenbach, William Warfield, Christopher O’Riley und Mark O’Connor. Auf CD nahm sie neben anderen die Violinkonzerte von Johannes Brahms und Joseph Joachim (mit dem Chicago Symphony Orchestra unter Carlos Kalmar) und von Ludwig van Beethoven und Franz Clement (mit dem Royal Philharmonic Orchestra unter José Serebrier) auf. Ihre Aufnahme von Violin Lullabies mit dem Pianisten Matthew Hagle erreichte den ersten Platz der Billboard Classical Charts. Ein Album mit Violinkonzerten afroamerikanischer Komponisten des 18. und 19. Jahrhunderts wurde für einen National Public Radio Heritage Award nominiert. Für Carl Fischers Ausgabe der Violinetüden Franz Wohlfahrts spielte sie diese Etüden komplett auf zwei Begleit-CDs ein.
Auf dem Gebiet der Neuen Musik arbeitete Barton Pine unter anderem mit den Komponisten Augusta Read Thomas, John Corigliano, Luis Jorge González, José Serebrier und Mohammed Fairouz zusammen. Sie spielte die Uraufführungen von Thomas’ Rush und der Native Informant Sonata für Solovioline, des Violinkonzerts Al-Andalus von Fairouz und die Uraufführung des Violinkonzertes des panamaischen Komponisten Roque Cordero in seinem Heimatland. Mit John Mark Rozendaal und David Schrader bildet sie das Trio Settecento, das Musik des Mittelalters, der Renaissance und des Barock aufführt und u. a. eine Gesamtaufnahme der Sonate Accademiche Francesco Maria Veracinis einspielte. Ihrem Interesse für Rock- und Heavy-Metal-Musik entsprang des Projekt Shredding with the Symphony, einem Programm, bei dem Musik von Van Halen, AC/DC, Black Sabbath, Led Zeppelin und Metallica neben Kompositionen von Max Bruch, Antonio Vivaldi und Dmitri Schostakowitsch gespielt wurde.
Beim Internationalen Johann-Sebastian-Bach-Wettbewerb gewann sie 1992 den ersten Preis im Fach Violine. Seit 2001 leitet sie die Rachel Barton Pine Foundation, die sich der Förderung junger Musiker widmet, mehr als 900 Werke von 350 Komponisten afrikanischer Herkunft sammelte und u. a. das The Rachel Barton Pine Foundation Coloring Book of Black Composers veröffentlichte.